# Death Beach
Death Beach è un film del 2016 diretto da Ethan Tang.
La sceneggiatura è stata scritta da Ethan Tang, Alia Azamat, D.T. Crawford e Jari-Veikko Kauppinen.

## Trama
Cinque persone su uno yacht vengono uccise da un killer misterioso.